# Oxyrhynque
Oxyrhynque est le nom francisé d'Oxyrhynchos ou Oxyrhinchus (du grec ancien : Ὀξύρυγχος : nez pointu) de la ville antique de Per-Medjed (Pr-mḏd) sur la rive ouest du Nil, à environ cent soixante kilomètres au sud du Caire et capitale du 19e nome de Haute-Égypte, le Nome des Deux sceptres (wȝb.wj). Cette ville s'appelle aujourd'hui El-Behneseh (ou Al-Bahnasah), et doit sa célébrité aux nombreux papyrus qu'on y découvrit (voir Papyrus d'Oxyrhynque).
Depuis plus d'un siècle, la zone d'Oxyrhynque a été l'objet de fouilles continues, fournissant une grande quantité de papyrus des périodes grecques et romaines de l'histoire égyptienne. Parmi les textes découverts figurent le papyrus P52 qui est le plus vieux texte manuscrit du Nouveau Testament, une pièce de Ménandre, l'Évangile de Thomas, un important document gnostique précoce, des fragments de l'Iliade.

## Étymologie

L'ancien nom d'Oxyrhynchus vient de « la ville des poissons au nez pointu ».Poisson Oxyrhynchus représenté dans une amulette de la Basse Époque, Musée égyptologique de Turin, Turin.

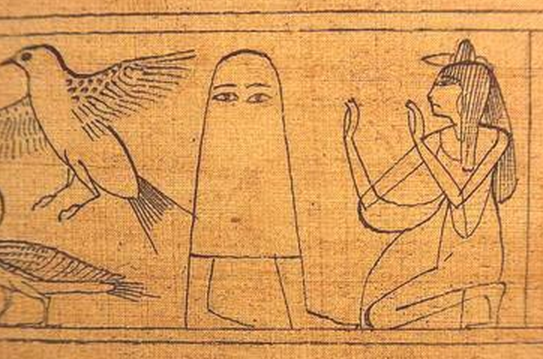
Le dieu Medjed.

Le nom grec de la ville traduit l'égyptien Per-Medjed, « maison de Medjed », un dieu égyptien, homonyme de l’oxyrhynque dans cette langue.

## Histoire

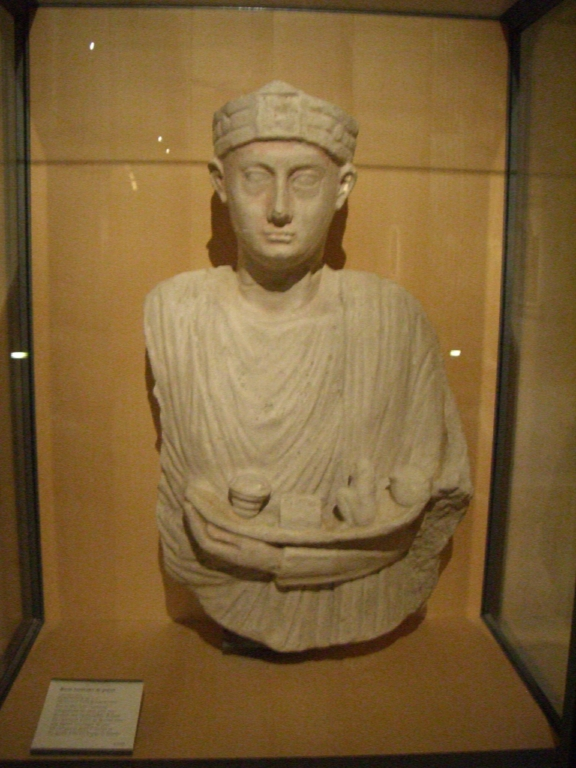
Statue funéraire d'un prêtre de Sarapis trouvée dans la nécropole d'Oxyrhynque

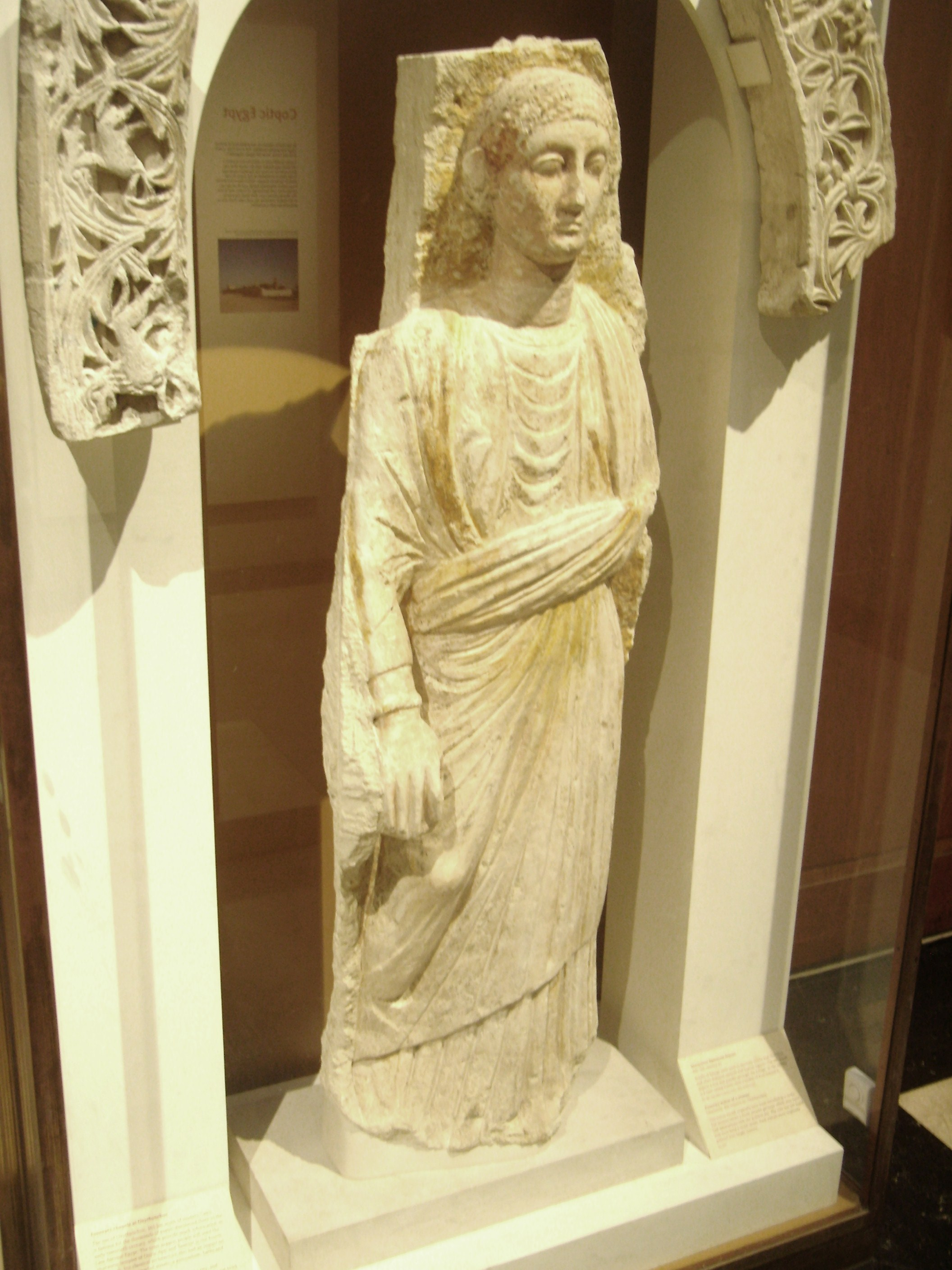
Sculpture tombale d'Oxyrhynque

Oxyrhynque est située à cent-soixante kilomètres environ au sud-sud-est du Caire, à l'ouest du bras principal du Nil, le long du Bahr Youssouf (Canal Joseph), une branche du Nil se jetant dans le lac Moéris et l'oasis du Fayoum. Au temps de l'Égypte antique, une ville existait à cet emplacement. Elle portait le nom de « Per-Medjed ». L'agglomération ne prit une certaine importance qu'après la conquête de l'Égypte par Alexandre le Grand en 332 avant notre ère. C'est après cet épisode qu'elle fut refondée sous le nom grec d’Oxyrhynchon Polis (litt. « ville du poisson à nez pointu »).
Pendant la période grecque, Oxyrhynque était une capitale régionale prospère, la troisième ville d'Égypte par sa taille. Après la christianisation de l'Égypte elle resta connue pour ses nombreuses églises et monastères. La ville continua à jouer un rôle majeur, quoique déclinant, pendant les périodes romaine et byzantine. Après la conquête arabe du pays en 641, le système de canaux dont dépendait la ville fut progressivement abandonné et la ville fut désertée. La ville actuelle d'el-Bahnasa occupe une partie du site historique.
Pendant plus de mille ans, les habitants d'Oxyrhynque déversèrent leurs déchets dans une série de sites dans le désert bordant la ville. Le fait même que la ville soit construite au bord d'un canal et non du Nil est très important. En effet, cela signifiait que la crue du Nil ne couvrait pas les terres tous les ans comme c'était le cas des villes construites sur les berges. Quand le canal s'assécha, la nappe phréatique s’abaissa et son niveau ne remonta plus. Comme la rive ouest du Nil ne reçoit jamais de pluies, les détritus des habitants d'Oxyrhynque restèrent en place, furent graduellement recouverts de sables et restèrent enterrés pendant plus d'un millénaire.
Comme la société égyptienne pendant les périodes grecque et romaine était gouvernée de façon bureaucratique, et qu'Oxyrhynque était la capitale du XIXe nome, les restes découverts dans les décharges de la ville comportaient de grandes quantités de textes. Comptes-rendus, feuilles d'impôts, recensements, factures, reçus, correspondances sur des questions administratives, religieuses, militaires, économiques et politiques, certificats et licences de tous genres... Toutes ces pièces était périodiquement évacuées des archives gouvernementales, mises dans des paniers d'osier et déversées dans le désert. De plus les habitants de la ville avaient eux aussi leurs propres papiers devenus inutiles. Comme le papyrus était cher, les papiers étaient souvent réutilisés : un document peut comporter sur une face un décompte agricole et de l'autre un texte d'étude sur Homère. La collection de papyrus, connue sous le nom d’Helléniques d'Oxyrhynque, présente en fait un état complet de la vie de la ville, et plus loin de la civilisation et de l'empire dont elle faisait partie.
Le site de la ville d'Oxyrhynque lui-même n'a jamais été fouillé car la ville égyptienne actuelle a été bâtie sur l'ancienne capitale régionale. Il est admis que la ville devait comporter de nombreux édifices publics dont un théâtre d'une capacité de 11 000 spectateurs, un hippodrome, quatre établissements de bains publics, un gymnase et deux appontements sur le canal de Bahr Youssouf. Il est également probable qu'on y trouvait des constructions militaires, comme des casernes car la ville hébergea une garnison à de nombreuses reprises pendant les périodes romaine et byzantine. Au cours des périodes grecque et romaine, Oxyrhynque possédait des temples dédiés à Sarapis, Zeus Ammon, Héra-Isis, Atargatis-Bethnnis et Osiris. On y trouvait également des temples grecs dédiés à Déméter, Dionysos, Hermès et Apollon et romains (Jupiter capitolin et Mars). Pendant la période chrétienne, Oxyrhynque était le centre d'un évêché et la ville compte encore de nombreuses anciennes églises coptes.
Quand Flinders Petrie visita le site en 1922, il y découvrit des restes de colonnades et du théâtre. À l'heure actuelle, une seule colonne attire l'attention, tous les autres vestiges ont été utilisés pour la construction de bâtiments modernes.

## Fouille(s)
En 1882, l'Égypte, bien qu'encore officiellement province de l'Empire ottoman, passa sous contrôle effectif britannique. Des archéologues anglais commencèrent alors une exploration systématique du pays. Comme le site d'Oxyrhynque n'était pas considéré comme d'intérêt majeur pour l'étude de l'Égypte antique, il fut négligé jusqu'en 1896, lorsque deux jeunes archéologues, Bernard Grenfell et Arthur Hunt, tous deux membres du Queen's College (Université d'Oxford), commencèrent des fouilles. « Mes premières impressions en examinant le site furent qu'il n'était pas très prometteur », écrivit Grenfell. « Les remblais de détritus n'étaient rien d'autre pour moi que des remblais de détritus ». Cependant ils réalisèrent très vite qu'ils étaient en fait les archives de toute une ville. « Le courant de papyrus devint vite un torrent » se rappelle Grenfell, « Le simple fait de retourner le sol avec sa chaussure suffisait souvent pour trouver un feuillet ».
Ayant suivi une éducation anglaise traditionnelle, Grenfell et Hunt étaient surtout intéressés par la possibilité qu'Oxyrhynque conserve des chefs-d'œuvre perdus de la littérature grecque classique. Ils savaient par exemple que la constitution d'Athènes d'Aristote avait été découverte sur des papyrus égyptiens en 1890. Cet espoir les poussa, ainsi que leurs successeurs, à fouiller scrupuleusement des montagnes de détritus pendant le siècle qui suivit. Leur effort fut largement récompensé : plus de 70 % des papyrus découverts jusqu'ici proviennent d'Oxyrhynque, que ce soit des copies de travaux déjà bien connus (dont beaucoup de versions significativement plus proches de certains originaux que les versions retranscrites à l'époque médiévale) ou des travaux jusque-là inconnus des plus grands auteurs antiques.
Cependant sur les milliers de papyrus découverts à Oxyrhynque, seuls 10 % concernaient des textes littéraires. Le reste était constitué de documents publics et privés : codes, édits, registres, notes officielles, décomptes, correspondance officielle, recensements, relevés de taxes, pétitions, comptes-rendus judiciaires, ventes, baux, testaments, factures, inventaires, horoscopes et lettres privées. À chaque fois Grenfell et Hunt trouvaient suffisamment de texte d'intérêt général pour les pousser à continuer leurs recherches. Lors de leur première campagne, ils trouvèrent des extraits de plusieurs pièces perdues de Sophocle, comme l'Ichneutae et beaucoup d'autres livres ou fragments dont l'un s'avéra être un évangile chrétien encore inconnu. Leurs découvertes attirèrent l'attention du public et Grenfell et Hunt envoyèrent photos et articles à des journaux anglais, exposant l'intérêt de leur travail et levant des donations pour sa continuation.
Grenfell et Hunt consacrèrent le reste de leur vie à travailler sur le matériel découvert à Oxyrhynque à l'exception des années de guerre (1914-1918). Jusqu'en 1906, tous les hivers, lorsque le climat égyptien est favorable, Grenfell et Hunt supervisaient des centaines de travailleurs égyptiens pendant qu'ils fouillaient les remblais de détritus, exhumant, par paniers entiers, des papyrus mêlés de terre. Les découvertes étaient triées, partiellement nettoyées et expédiées au laboratoire de Grenfell et Hunt à Oxford. Pendant l'été, les deux archéologues nettoyaient, classaient, traduisaient et comparaient la récolte de l'année, regroupant des douzaines de fragments pour reconstituer des textes complets. En 1898, ils publièrent le premier volume concernant leurs découvertes. Ils travaillaient en étroite collaboration, chacun vérifiant les écrits de l'autre et publiant de façon conjointe le résultat. Grenfell mourut en 1926 et Hunt continua son travail avec d'autres collaborateurs jusqu'à sa propre mort en 1934. Pendant ce temps, des fouilleurs italiens reprirent les travaux sur site de 1910 à 1934, mettant au jour de nombreux autres papyrus dont des pièces complétant les découvertes de Grenfell et Hunt.

## Découvertes
Bien que l'espoir de trouver tous les textes antiques perdus à Oxyrhynque fut déçu, beaucoup de textes grecs furent découverts sur le site. Ces textes comprenaient des poèmes de Pindare, des fragments de Sappho et d'Alcée de Mytilène ainsi que de plus importants extraits d'Alcman, Ibycos et Corinne.
On découvrit aussi de longues parties de l’Hypsipyle d'Euripide, ainsi qu'une adaptation d'Iphigénie en Tauride (mime de Charition), une grande partie des pièces de Ménandre et la quasi-totalité de l’Ichneutae de Sophocle (le dernier fut adapté en 1988 dans une pièce intitulée Les Traqueurs d'Oxyrhynque, par le poète et auteur anglais Tony Harrison, avec Grenfell et Hunt comme personnages principaux). On découvrit également à Oxyrhynque les plus anciens et plus complets diagrammes extraits des Éléments d'Euclide. Une autre trouvaille importante concerne un ouvrage historique connu sous le nom d’Helléniques d'Oxyrhynque dont l'auteur pourrait être Éphore de Cumes ou comme d'autres érudits le pensent, Cratippos. Une vie d'Euripide par Satyros fut également découverte et, concernant la littérature latine, la pièce la plus importante est un épitomé de certains des livres perdus de Tite-Live. Le Papyrus Oxyrhynchus 222 y a été découvert en 1897 par Bernard Pyne Grenfell et Arthur Surridge Hunt, il est hébergé à la British Library (Department of Manuscripts, 1185) à Londres.
L'auteur classique ayant le plus bénéficié des découvertes d'Oxyrhynque est le dramaturge athénien Ménandre (-342/-291) dont les pièces étaient très populaires à l'époque hellénistique et dont les extraits se retrouvent très fréquemment sur les papyrus. À Oxyrhynque, les fragments découverts concernent les pièces suivantes : Misoumenos, Dis Exapaton, Epitrepontes, Karchedonios, et Kolax. Les travaux menés à Oxyrhynque ont permis de révéler aux chercheurs et étudiants la place importante qu'occupait Ménandre dans le théâtre grec antique.
Parmi les documents chrétiens trouvés dans le Fayoum ou à Oxyrhynque, se trouve le plus ancien papyrus comportant un texte évangélique, le Papyrus Rylands 457, daté de l'an 125, qui reproduit une partie du chapitre 18 de l'Évangile selon Jean. D'autres fragments concernent les évangiles selon Matthieu 1 (IIIe siècle : pièce 3), 11-12 et 19 (IIIe siècle : pièces 2384, 2385) ; Marc (Ve et VIe siècles : pièce 3) Jean 1 et 20 (IIIe siècle : pièce 208), l'épître aux Romains 1 (IVe siècle : pièce 209), la première épître de Jean (IVe et Ve siècles : pièce 402), l'Apocalypse de Baruch (chapitres 12 à 14, IVe ou Ve siècle : pièce 403), l'évangile des Hébreux (IIIe siècle : pièce 655), le pasteur d'Hermas (IIIe ou IVe siècle : pièce 404), et un travail d'Irénée de Lyon (IIIe siècle : pièce 405). On trouve de nombreux fragments d'autres livres canoniques ainsi que des prières (fragment Oxyrhynchus 840 - IIIe siècle et fragment Oxyrhynchus 1221 - IVe siècle), des cantiques, et des lettres chrétiennes. Des fragments de l'Évangile selon Thomas, aussi connu sous le nom de paroles de Jésus sont présents sur le fragment 1654.
On y a aussi découvert un portrait, qui pourrait représenter Jésus, datant du Ier siècle.

## Le projet aujourd'hui

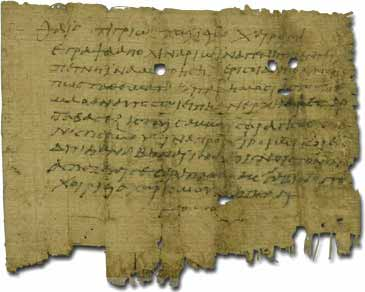
Correspondance privée sur papyrus provenant d’Oxyrhynque, écrite en grec, datant du IIe siècle. Les trous sont dus aux vers. Avec l’aimable autorisation du Spurlock Museum, Université de l’Illinois Urbana-Champaign. (Traduction anglaise et description)

Depuis les années 1930, les travaux sur les papyrus se sont poursuivis. Pendant les vingt dernières années, leur supervision en a été assurée par le professeur Peter J. Parsons d’Oxford. Soixante-dix volumes des Oxyrhynchus Papyri ont été publiés et sont devenus une référence incontournable pour les travaux concernant l’Égypte entre les IVe et VIIe siècles. Ils sont également très importants pour l’étude des origines de l’Église catholique, de nombreux documents provenant d’Oxyrhynque étant les versions les plus anciennes connues à ce jour. Quarante autres volumes de cette collection devraient encore être publiés.
Depuis l’époque de Grenfell et Hunt, l’intérêt porté au site d’Oxyrhynque a changé de nature. Les archéologues actuels sont moins intéressés par la recherche de pièces perdues d’Eschyle (bien que certains fouillent encore dans cet espoir) que par l’étude des aspects sociaux, économiques et politiques de la vie de l’Antiquité. Ce nouvel intérêt pour le site rend les documents, même les plus anodins, exploitables par les chercheurs actuels. De nombreux travaux sur les aspects sociaux économiques de l’histoire égyptienne ou romaine, ou sur l’histoire du christianisme s’appuient principalement sur des documents découverts à Oxyrhynque.
En 1996, la publication des papyrus a été officiellement retenue comme projet de recherche prioritaire par la British Academy, dirigé conjointement par l’université d'Oxford et l'University College de Londres et supervisé par Peter Parsons. Le chef de projet et administrateur désigné est le professeur Nikolaos Gonis. La British Academy octroya des fonds jusqu’en 1999, date à laquelle le projet reçut un prix du Arts and Humanities Research Council, qui permit le financement des travaux de recherche jusqu’en 2005. Aujourd’hui, près de 100 000 fragments de papyrus sont stockés à la bibliothèque Sackler d’Oxford, avec leurs référencements, archives et photographies. Il s’agit là de la plus grande collection de manuscrits de l’époque classique au monde. Près de 2 000 pièces sont exposées en vitrines et le reste est stocké dans 800 boîtes d’archives.
L’objectif du projet est la publication de l’ensemble de ces archives. En 2003, 4 700 documents avaient été traduits, édités et publiés. Les publications continuent au rythme moyen d’un volume par an. Chacun d’entre eux contient une sélection de fragments couvrant un large panel thématique. Les équipes de rédaction comportent des chercheurs confirmés mais aussi des doctorants et des chercheurs post-doctoraux en papyrologie. Les derniers volumes parus contiennent des fragments anciens des Évangiles, de l’Apocalypse, des versions anciennes des textes d’Apollonios de Rhodes, Aristophane, Démosthène et Euripide, des extraits alors inconnus d’écrits de Simonide de Céos, de Ménandre et de l’épigrammatiste Nicarchus. D’autres sujets sont aussi abordés, en particulier la musique grecque et des documents relatifs à la magie et à l’astrologie.

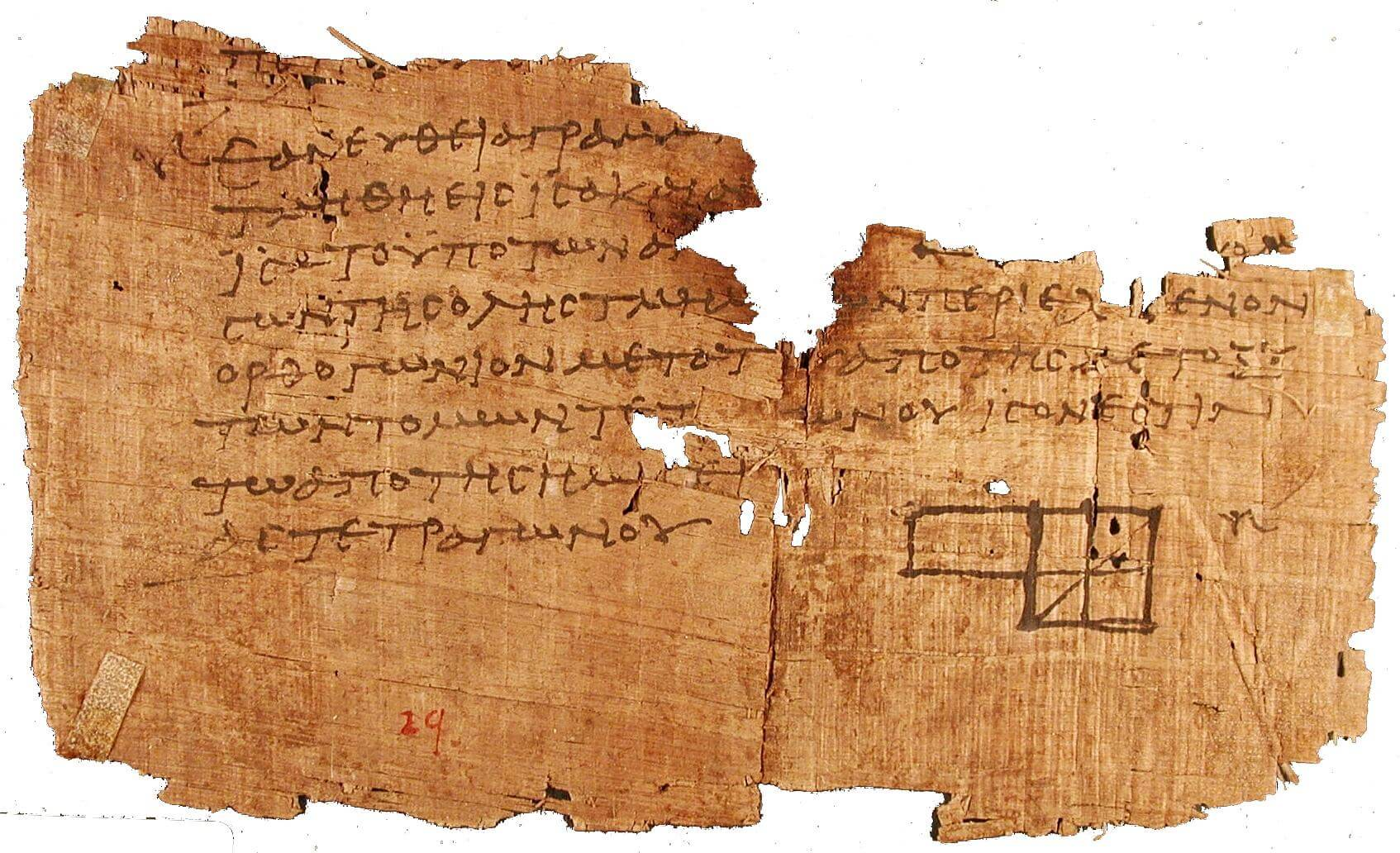
Un autre papyrus d’Oxyrhynque daté de 75/125. Il présente un des plus anciens diagrammes des Éléments d'Euclide.

Le projet, conjointement avec l'université Brigham-Young, en utilisant l’imagerie multi spectre a permis de découvrir des textes jusqu’ici illisibles. Grâce à l’imagerie multispectrale, de nombreux clichés de papyrus, illisibles, sont pris en utilisant différents filtres, très finement réglés afin de capter certaines longueurs d’onde lumineuses. Ensuite, les chercheurs peuvent déterminer la longueur d’onde optimale qui fait ressortir le mieux l’encre par rapport au papier et permet ainsi de déchiffrer les textes. Le nombre de papyrus potentiellement exploitables avec cette méthode est énorme. Des exemples de résultats obtenus et plus d’informations sur les dernières avancées sont fournis sur le site du projet.
Le 21 juin 2005, le magazine Times Literary Supplement publia un texte et une traduction d’un poème dernièrement reconstruit de Sappho en même temps qu’un long article de Martin Litchfield West. Une partie de ce poème avait été publiée en 1922, d’après le papyrus no 1787 (fragment 1). La plus grande partie des éléments manquants ont été retrouvés sur un papyrus actuellement conservé à l’université de Cologne.